# Saint-Jean-Lespinasse
Saint-Jean-Lespinasse ist eine französische Gemeinde mit 411 Einwohnern (Stand 1. Januar 2022) im Département Lot in der Region Okzitanien. Sie gehört zum Arrondissement Figeac und zum Kanton Saint-Céré

## Bevölkerungsentwicklung
| Jahr      | 1962 | 1968 | 1975 | 1982 | 1990 | 1999 | 2008 | 2018 |
| Einwohner | 202  | 227  | 216  | 263  | 329  | 372  | 414  | 398  |

## Sehenswürdigkeiten
- Schloss Montal, im Stil der Renaissance, eingeschriebenes Monument historique
- Romanische Kirche Saint-Jean-Baptiste, Monument historique
- Der Dolmen du Causse de Bennes liegt südlich von Saint-Jean-Lespinasse.

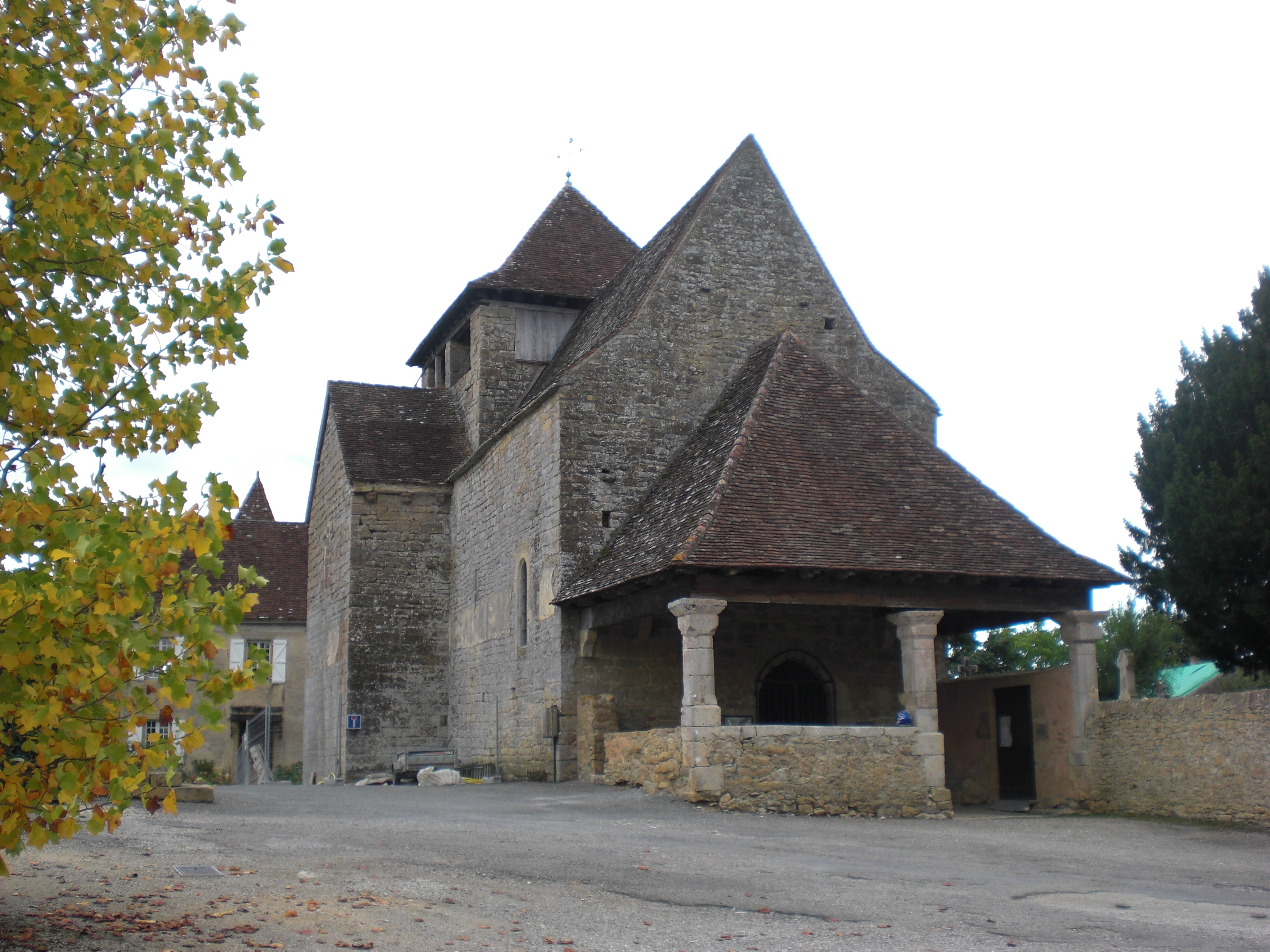
Kirche Saint-Jean-Baptiste

## Persönlichkeiten
- Antoine de Plas de Tanes, Seigneur de Montal, 1789 Mitglied der Generalstände
- Maurice Fenaille (1855–1937), Industrieller und Retter des Schlosses Montal
- Anatole de Monzie (1876–1947), Politiker und Minister
- Gérald Van der Kemp (1912–2001), Widerstandskämpfer, wirkte an der Sicherstellung der Werke aus dem Louvre mit (u. a. der Unterbringung der Mona Lisa im Schloss Montal); später Konservator im Schloss Versailles.